# Diószegi Balázs
Diószegi Balázs (Kunszentmiklós, 1914. november 16. – Kiskunhalas, 1999. február 1.) "az utolsó magyar parasztfestő", Munkácsy Mihály-díjas festőművész.

## Élete
Általános iskoláit és gimnáziumot Kunszentmiklóson végezte.  Magyar Képzőművészeti Főiskolán tanult 1933-1938 között, itt a mesterei: Rudnay Gyula és Szőnyi István voltak. Rajztanár volt 1938-tól  Szentendrén, Újvidéken is 1941-ig. A Délvidéki Szépmíves Céh alapítója és főtitkára volt. 1941-től Miskolcon, Debrecenben, 1943-tól a Nyíregyházi Tanítóképző Főiskolán és a Népfőiskolán is tanított. 1957-től Kiskunhalason élt haláláig. 1976-1980 között a hajdúböszörményi és nyíregyházi telepen dolgozott. 
Kunszentmiklóson van eltemetve.

## Festőművészi munkássága
Képeit az alföldi táj, életmód, ember a paraszti kultúra határozta meg.
Tóth Menyhért ellenpólusaként említik, mivel munkásságának kései szakaszában színvilágát a fekete, valamint a fekete-fehér kontrasztja jellemzi, míg Tóth Menyhért képein leginkább a fehér szín dominál.

## Főbb művei
- Önarckép (1966)
- Télen (1976)
- Fehér ló (1976)
- Varjak (1976)
- Táncoló parasztok (1978)
- Ló a pusztán (1977)
- Parasztasszonyok esőben (1978)
- Fehér virág (1979)
- Citerázó parasztok (1979)
- Önarckép Tóth Menyhérttel (1982)

## Elismerései
- 1971: Székely Bertalan-díj
- 1974: Bács-Kiskun megye művészeti díja
- 1980: Munkácsy Mihály-díj
- 1980: Kiskunhalas Pro Urbe díja
- 1998: Kiskunhalas város díszpolgára

## Művei közgyűjteményekben
- Jósa András Múzeum, Nyíregyháza
- Katona József Múzeum, Kecskemét
- Magyar Nemzeti Galéria, Budapest
- Rétközi Múzeum, Kisvárda
- Halas Galéria, Kiskunhalas
- Kunszentmiklós